# Pfaffenhofen an der Ilm

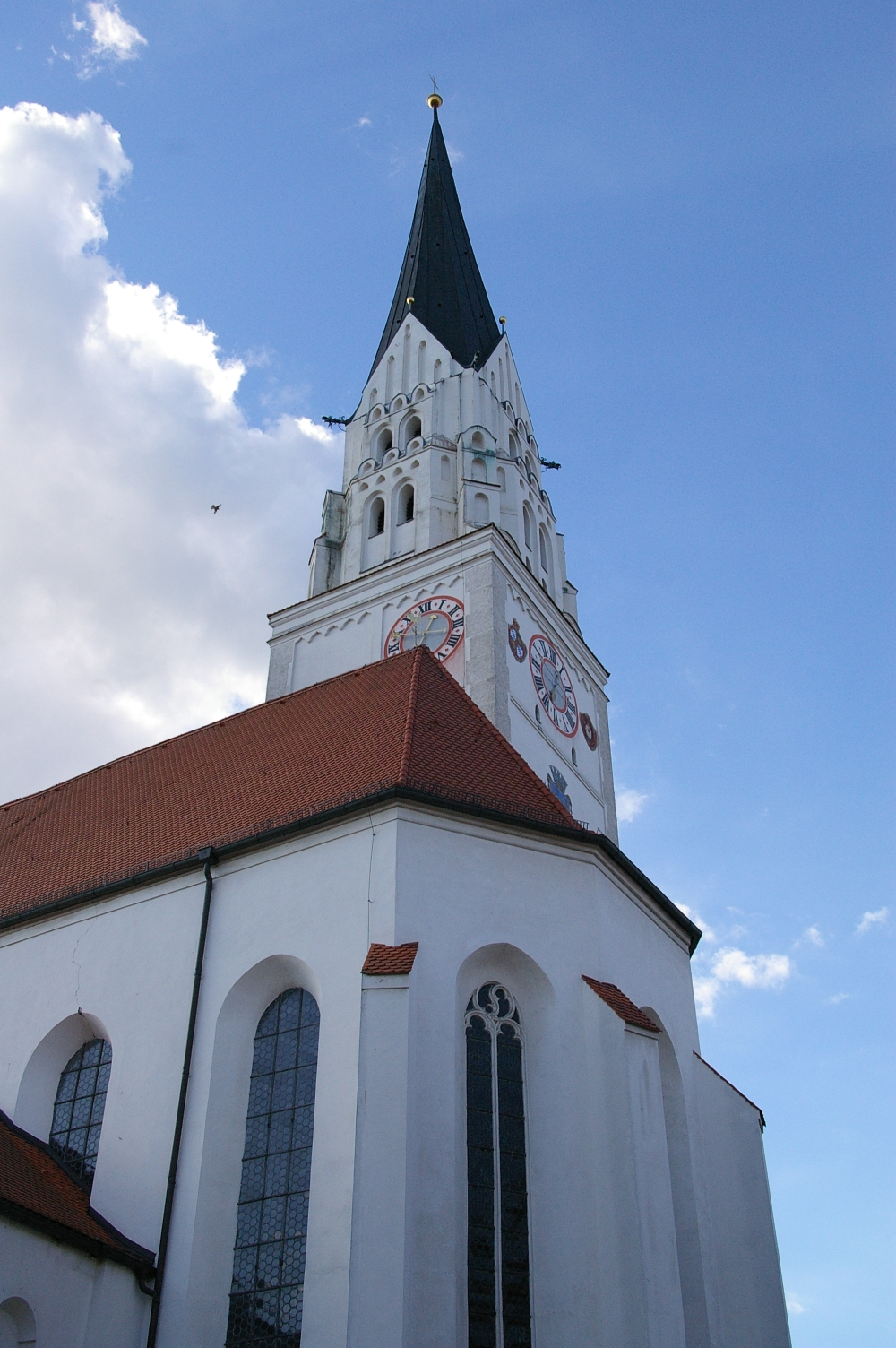
Kościół św. Jana (St. Johannes Baptist)

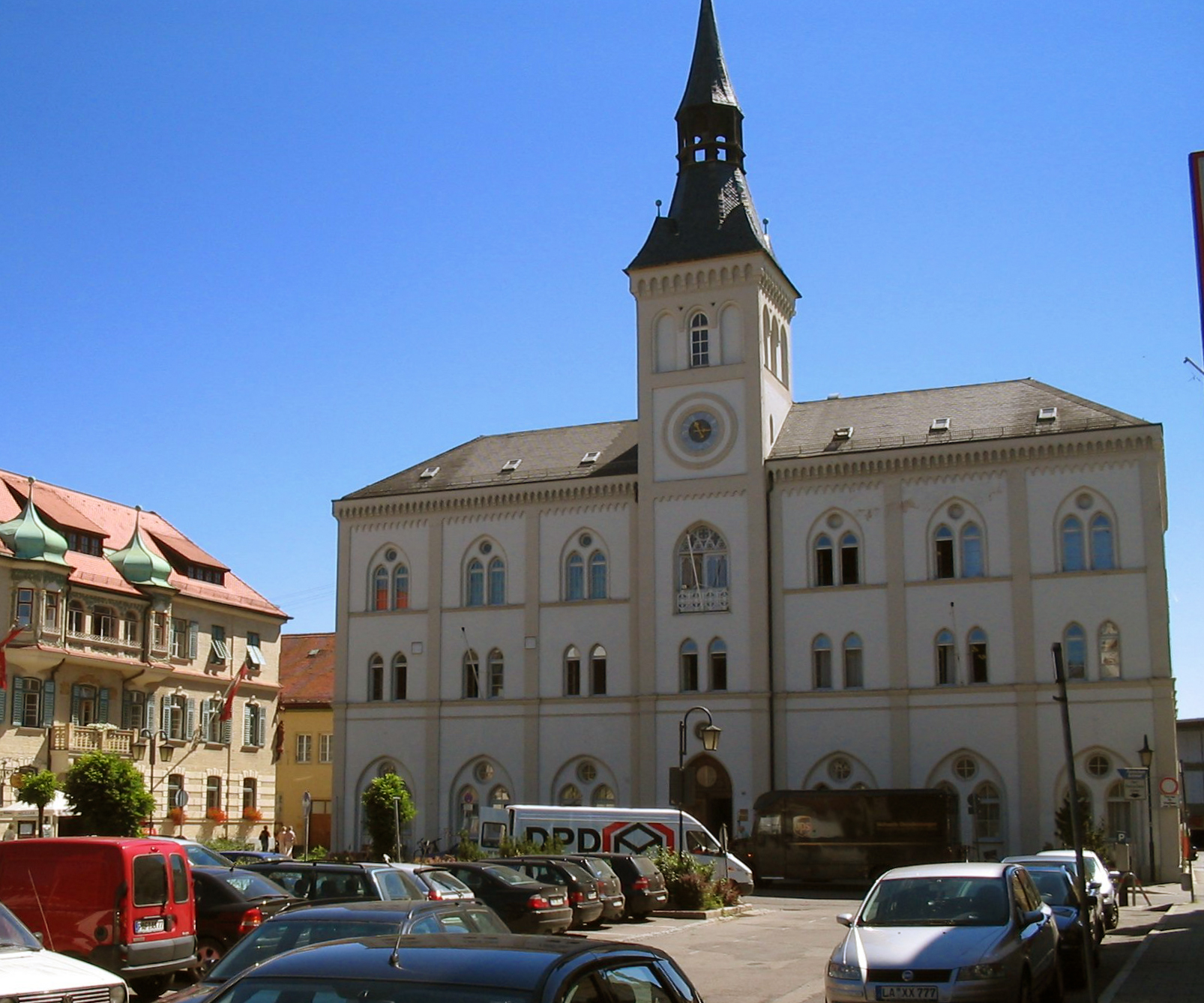
Ratusz

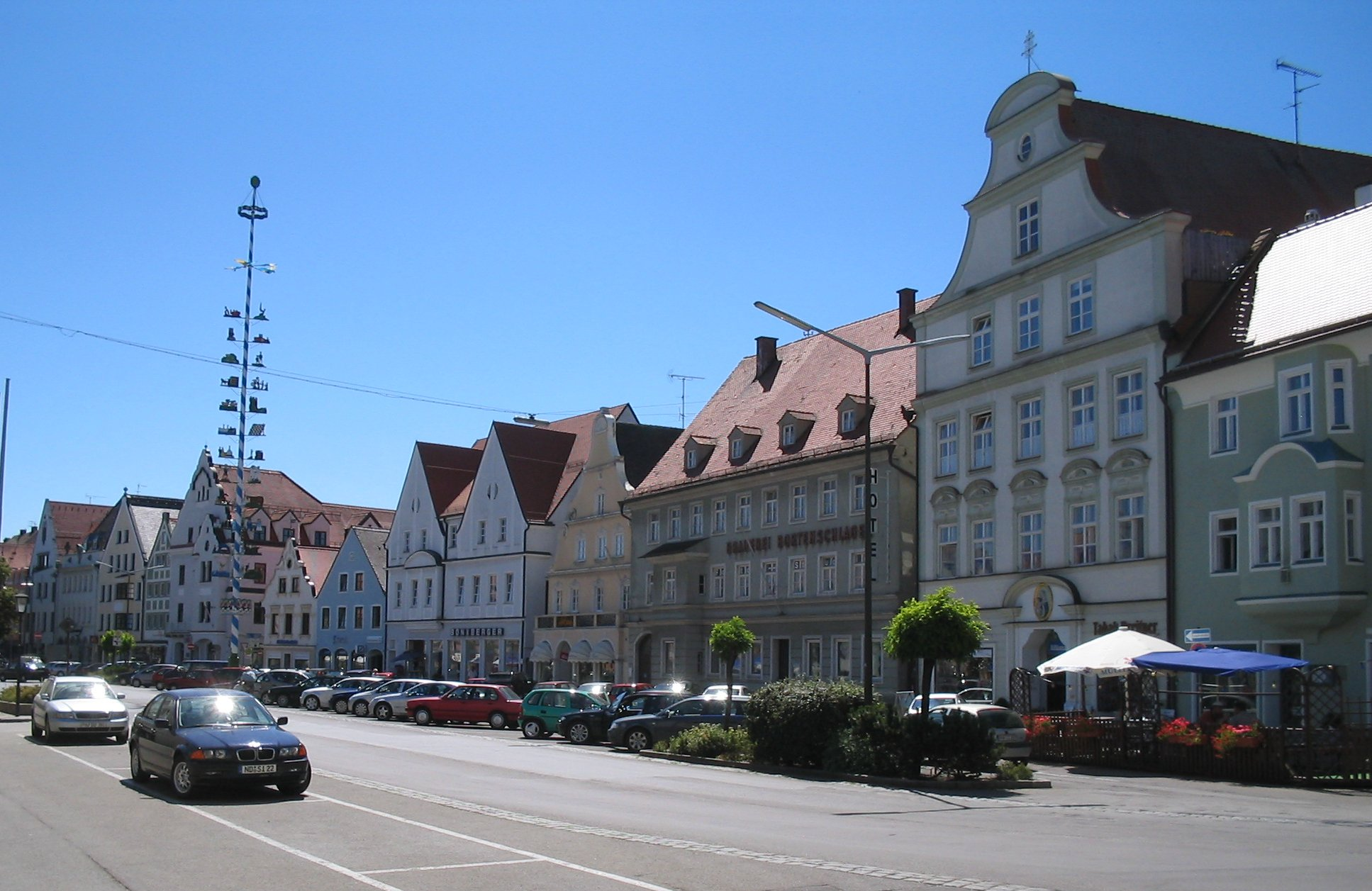
Centrum miasta

Pfaffenhofen an der Ilm, Pfaffenhofen a.d.Ilm – miasto powiatowe w Niemczech, w kraju związkowym Bawaria, w rejencji Górna Bawaria, w regionie Ingolstadt, siedziba powiatu Pfaffenhofen an der Ilm. Leży około 45 km na północ od Monachium, nad rzeką Ilm, przy autostradzie A9, drodze B13 i linii kolejowej Monachium – Ingolstadt - Norymberga.

## Demografia
Dane o ludności z 31 grudnia 2008:
| Opis                                | Ogółem | Ogółem | Kobiety | Kobiety | Mężczyźni | Mężczyźni |
| ----------------------------------- | ------ | ------ | ------- | ------- | --------- | --------- |
| Jednostka                           | osób   | %      | osób    | %       | osób      | %         |
| Populacja                           | 23 971 | 100    | 12 221  | 50,98   | 11 750    | 49,02     |
| Wiek przedprodukcyjny (0–17 lat)    | 4397   | 18,34  | 2187    | 9,12    | 2210      | 9,22      |
| Wiek produkcyjny (18–65 lat)        | 15 413 | 64,3   | 7699    | 32,12   | 7714      | 32,18     |
| Wiek poprodukcyjny (powyżej 65 lat) | 4161   | 17,36  | 2335    | 9,74    | 1826      | 7,62      |

## Polityka
Burmistrzem miasta jest Thomas Herker z SPD, rada miasta składa się z 30 osób.
|      | CSU | SPD | Zieloni | FWG | FDP | ödp | FUW/BSP | Razem |
| 2008 | 11  | 6   | 3       | 5   | 2   | 1   | 2       | 30    |
| 2002 | 13  | 5   | 2       | 5   | 2   | 1   | 2       | 30    |